# Стави Києва
Стави Києва — стави, які розташовані на території міста Києва (в адміністративних районах).
На території міста Києва налічується 146 водойм: 103 ставки (загальною площею 322 га) — ландшафтно-паркового призначення та 43, так звані, «інші штучні водойми» (технічні водойми), загальною площею 674 га.

## Загальна характеристика
Територія міста Києва, столиці України, становить 827 км², з якої під забудову використано 350 км², або 42,3 % площі. Місто простягнулося на 42 км з півночі на південь і на 35 км — зі сходу на захід. Решту незабудованої території займають водні об'єкти та зелені масиви і насадження.
Річка Дніпро поділяє місто на правобережну і лівобережну частини, площа яких становить відповідно 62 % і 38 %.
Київ розташований на межі двох природних зон — лісової та лісостепової. Північною частиною місто заходить на Поліську низовину, південно-західною (правобережною) піднімається на Придніпровську височину, а південно-східною (лівобережною) спирається на Придніпровську низовину.
Найвищі точки Києва — дніпровські правобережні схили на Печерську і Батиєва гора. Лівобережна частина міста лежить у низовині.
Гідрографічна мережа Києва включає велику річку — Дніпро (45 км у межах міста) та близько 40 малих річок і струмків. Частина з них безпосередньо впадають у Дніпро, інші — впадають у його притоки. Більшість малих річок, а особливо струмків заховано частково або повністю у бетонні колектори.
Серед малих річок — Либідь (довжина 14 км), Віта (30 км), Нивка (20 км), Сирець (9 км), Дарниця (21 км).
На території Києва є 103 ставки загальною площею 322 га. Цільове призначення цих ставків — в основному, ландшафтно-паркове.
Найбільше таких ставків знаходиться на території Голосіївського (37 шт.) та Оболонського (16 шт.) районів м. Києва. У Печерському районі ставки відсутні.
На території Києва налічується 43 так звані «інші штучні воднойми» (колишні кар'єри, технічні водойми на малих річках, як, наприклад, на р. Дарниця поблизу Дарницького шовкового комбінату та ін.). Їхня площа становить 674 га.
Найбільше, так званих, інших штучних водойм на території Деснянського (13 шт.) та Дарницького (12 шт.) районів м. Києва.

## Наявність ставків та інших штучних водойм у межах адміністративних районів м. Києва[1]
| Район м. Києва | Найменування ставків, штучних водойм | Кількість ставків, шт. | Площа ставків, га | Кількість інших штучних водойм, шт. | Площа інших штучних водойм, шт. |
| -------------- | --- | ---------------------- | ----------------- | ----------------------------------- | ------------------------------- |
| Голосіївський  | Дідорівка, Єрик, Заспа, Китаївські ставки, Конча | 37                     | 79                | 1                                   | 41                              |
| Дарницький     | Вирлиця, В'язки, Гарячка, Жандарка, Заплавне, Зариваха, Качине, Ковтун, Лебедине, Мартишів, Небреж, Нижній Тельбин, Підбірна, Прірва, Срібний Кіл, Сонячне, Тягле, Яремине | 8                      | 8                 | 12                                  | 345                             |
| Деснянський    | Алмазне, Вигурівське Верхнє, Вигурівське Нижнє, Вигурівське Середнє, Гнилуша                                                                                               | 1                      | 1                 | 13                                  | 200                             |
| Дніпровський   | Берізка, Веселка, Контейнерка, Малинівка, Радунка, Рибне, Русанівське, Тельбін                                                                                             | 2                      | 2                 | 6                                   | 18                              |
| Оболонський    | Андріївське, Біле, Вербне, Горащиха, Двірець, Йорданське, Карачун, Кирилівське, Лугове, Мінське, Міський став, Редькине, Сапсаїв, Синяк                                    | 16                     | 28                | 7                                   | 65                              |
| Печерський     | Глинка | -*                     | -                 | -                                   | -                               |
| Подільський    | Голубе, Княжиха, Кулик, Куренівське кар'єрне, Синє | 10                     | 4                 | -**                                 | -                               |
| Святошинський  | Святошинський ставок № 14, Святошинський ставок № 15 | 9                      | 189               | 2                                   | 3                               |
| Солом'янський  | Совські ставки | 9                      | 5                 | 2                                   | 2                               |
| Шевченківський | | 11                     | 6                 | -                                   | -                               |
| Разом          | 103 | 322                    | 43                | 674                                 |                                 |

Примітки: -* — немає ставків у межах адміністративних районів міста;
-** — немає інших штучних водойм у межах адміністративних районів міста.
На умовах оренди в Києві ставки не використовуються.